# Pedro Luis de Borja

Stemma Borgia

Pedro Luis de Borja (Xàtiva, 1432 – Civitavecchia, 26 settembre 1458) è stato un militare spagnolo, duca di Spoleto e marchese di Civitavecchia era fratello minore di Rodrigo Borgia e nipote del cardinale Alonso de Borja, che nel 1455 divenne papa Callisto III. Si chiamava Don Pedro Luis.

## Biografia
Da non confondere né con il cardinale Pedro Luis de Borja Llançol de Romaní (1472-1511), né con Pier Luigi Borgia (1460-1491), figlio di Rodrigo Borgia. Era figlio di Jofré Llançol i Escrivà e di Isabel de Borja y Cavanilles.
Sebbene non fosse un presbitero ma un laico, subito dopo l'elevazione di suo zio al papato, fu incaricato di diversi uffici e onori. Nella primavera del 1456 fu nominato Capitano generale della Chiesa e castellano di Sant'Angelo, nell'autunno dello stesso anno papa lo fece governatore di Terni, Narni, Todi, Rieti, Orvieto, Spoleto, Foligno, Nocera, Assisi, Amelia, Civita Castellana e Nepi, e all'inizio del 1457 furono aggiunti i governatorati delle province del Patrimonio e della Toscana.
Allo stesso tempo, suo fratello maggiore Rodrigo Borgia fu creato cardinale diacono, comandante in capo delle truppe papali e vice cancelliere di Santa Romana Chiesa, mentre un altro parente Luis Juan del Mila y Borja fu elevato al cardinalato. Tali promozioni rapide di giovani parenti del papa spagnolo Callisto III furono criticate da molti cardinali più anziani (ad esempio Domenico Capranica) e incontrarono anche l'opposizione della popolazione romana piuttosto xenofoba. In particolare la famiglia Orsini si oppose a Borgia. La loro inimicizia verso di loro aumentò quando Don Pedro Luis fu mandato a recuperare per la Chiesa alcune fortezze custodite dagli Orsini, e il 19 agosto 1457 fu nominato Prefetto di Roma in successione ad Antonio Orsini . Per controbilanciare Orsini, Callisto III si schierò con la famiglia Colonna, oppositori degli Orsini, ma il piano del matrimonio di Don Pedro Luis con Colonna non era mai stato realizzato.
Si diceva che papa Callisto III volesse farlo diventare imperatore di Costantinopoli, dopo il suo recupero dai turchi.
Don Pedro Luis era odiato dai romani, come quasi tutti i parenti e gli alleati di Callisto III, chiamati "catalani" a causa della loro origine spagnola. Il 6 agosto 1458, lo stesso giorno in cui morì suo zio papa, dovette scappare da Roma perché era scoppiata una rivolta aperta contro i "catalani". 
Morì lungo il tragitto verso Civitavecchia, lasciato da quasi tutti i suoi compagni, a soli 26 anni.

## Ascendenza
|                              |                  |                           | Genitori               |  |  | Nonni |  |  | Bisnonni         |  |  | Trisnonni            |  |
|                              |                  |                           |                        |  |  |       |  |  | Rodrigo de Borja |  |  | Gonzalo Gil de Borja |  |
|                              |                  |                           |                        |  |  |       |  |  | Rodrigo de Borja |  |  | Gonzalo Gil de Borja |  |
|                              |                  | …                         |                        |  |  |       |  |  | Rodrigo de Borja |  |  |                      |  |
| Rodrigo Gil de Borja         |                  |                           |                        |  |  |       |  |  | Rodrigo de Borja |  |  |                      |  |
|                              |                  | Sabina Anglesola          | …                      |  |  |       |  |  |                  |  |  |                      |  |
|                              |                  | Sabina Anglesola          | …                      |  |  |       |  |  |                  |  |  |                      |  |
|                              |                  | Sabina Anglesola          | …                      |  |  |       |  |  |                  |  |  |                      |  |
| Jofré Llançol i Escrivà      |                  | Sabina Anglesola          |                        |  |  |       |  |  |                  |  |  |                      |  |
|                              |                  | Andreu Escrivà i Pallarès | Andreu Guillem Escrivà |  |  |       |  |  |                  |  |  |                      |  |
|                              |                  | Andreu Escrivà i Pallarès | Andreu Guillem Escrivà |  |  |       |  |  |                  |  |  |                      |  |
|                              |                  | Andreu Escrivà i Pallarès | Sança Pallarès         |  |  |       |  |  |                  |  |  |                      |  |
| Sibilia Escrivà i Pallarès   |                  | Andreu Escrivà i Pallarès |                        |  |  |       |  |  |                  |  |  |                      |  |
|                              |                  | Sibilia de Pròixita       | …                      |  |  |       |  |  |                  |  |  |                      |  |
|                              |                  | Sibilia de Pròixita       | …                      |  |  |       |  |  |                  |  |  |                      |  |
|                              |                  | Sibilia de Pròixita       | …                      |  |  |       |  |  |                  |  |  |                      |  |
| Pedro Luis de Borja          |                  | Sibilia de Pròixita       |                        |  |  |       |  |  |                  |  |  |                      |  |
|                              | Domingo de Borja | …                         |                        |  |  |       |  |  |                  |  |  |                      |  |
|                              | Domingo de Borja | …                         |                        |  |  |       |  |  |                  |  |  |                      |  |
|                              | Domingo de Borja | …                         |                        |  |  |       |  |  |                  |  |  |                      |  |
| Domingos de Borja            | Domingo de Borja |                           |                        |  |  |       |  |  |                  |  |  |                      |  |
|                              |                  | Caterina Doncel           | …                      |  |  |       |  |  |                  |  |  |                      |  |
|                              |                  | Caterina Doncel           | …                      |  |  |       |  |  |                  |  |  |                      |  |
|                              |                  | Caterina Doncel           | …                      |  |  |       |  |  |                  |  |  |                      |  |
| Isabel de Borja y Cavanilles |                  | Caterina Doncel           |                        |  |  |       |  |  |                  |  |  |                      |  |
|                              |                  | …                         | …                      |  |  |       |  |  |                  |  |  |                      |  |
|                              |                  | …                         | …                      |  |  |       |  |  |                  |  |  |                      |  |
|                              |                  | …                         | …                      |  |  |       |  |  |                  |  |  |                      |  |
| Francisca Marti Llançol      |                  | …                         |                        |  |  |       |  |  |                  |  |  |                      |  |
|                              |                  | …                         | …                      |  |  |       |  |  |                  |  |  |                      |  |
|                              |                  | …                         | …                      |  |  |       |  |  |                  |  |  |                      |  |
|                              |                  | …                         | …                      |  |  |       |  |  |                  |  |  |                      |  |
|                              |                  | …                         |                        |  |  |       |  |  |                  |  |  |                      |  |